# Niambia senegalensis
Niambia senegalensis är en kräftdjursart som beskrevs av Helmut Schmalfuss och Franco Ferrara 1978. Niambia senegalensis ingår i släktet Niambia och familjen myrbogråsuggor. Inga underarter finns listade i Catalogue of Life.